# Evaristo Principe
Evaristo Principe (San Giovanni in Fiore, 10 luglio 1940 – Vicenza, 28 febbraio 2024) è stato uno scrittore e saggista italiano.

## Biografia
Fu dipendente delle Ferrovie dello Stato, per cui curò la gestione e la manutenzione dei veicoli.
Collaborò con l'UTMR (Unità Tecnologie Materiale Rotabile) alla gestione delle officine per la manutenzione, alla formazione del personale tecnico e alla stesura di varie Istruzioni di Servizio relative all'impiantistica e alla manutenzione ferroviaria.
Divenne noto principalmente per la sua opera di autore tecnico, grazie a numerosi articoli pubblicati su La tecnica professionale, rivista del Collegio Ingegneri Ferroviari Italiani, e a una serie di monografie specializzate sui veicoli ferroviari italiani. Collaborò con il mensile Mondo Ferroviario.
Morì il 28 febbraio 2024 all'età di 83 anni.

## Pubblicazioni
- Introduzione alla fisica dei semiconduttori, 1975, G.C.E., Maddaloni (CE)
- Impianti di climatizzazione delle carrozze FS, 1980, C.I.F.I., Roma
- Convertitori statici sulle carrozze FS, 1985, C.I.F.I., Roma
- Impianti di riscaldamento aria soffiata sulle carrozze FS (due volumi), 1991 C.I.F.I., Roma
- Le carrozze italiane, 2000, Editoriale del Garda, Desenzano (BS)
- Nozioni sui veicoli FS per viaggiatori - 2002 Editrice Veneta, Vicenza
- Nozioni sui veicoli FS per il trasporto merci - 2004 Editrice Veneta, Vicenza
- Le carrozze italiane - Dalle origini 1839 al 1959, 2006 - Editrice Veneta, Vicenza
- Il veicolo ferroviario - carrozze e carri 2008 C.I.F.I. Roma
- EUROSTAR CITY Italia, 2009 - Editrice LA SERENISSIMA - Vicenza
- Veicoli ferroviari - carri, 2010 C.I.F.I. Roma
- Treni italiani con carrozze a due piani, 2011 - Editrice Veneta, Vicenza
- Treni italiani con Carrozze Media Distanza, 2012 - Editrice Veneta, Vicenza (seconda edizione nel 2020)
- Treni italiani ETR 500 Frecciarossa, 2013 - Editrice Veneta, Vicenza (seconda edizione nel 2020)
- Le carrozze dei nuovi treni di Trenitalia, 2018 - Editrice Veneta, Vicenza
- La sicurezza nella manutenzione, 2020 - Editrice Veneta, Vicenza